# Väster-Älgtjärnen
Väster-Älgtjärnen är en sjö i Sundsvalls kommun i Medelpad och ingår i Selångersåns huvudavrinningsområde.